# Martirio de cuatro santos

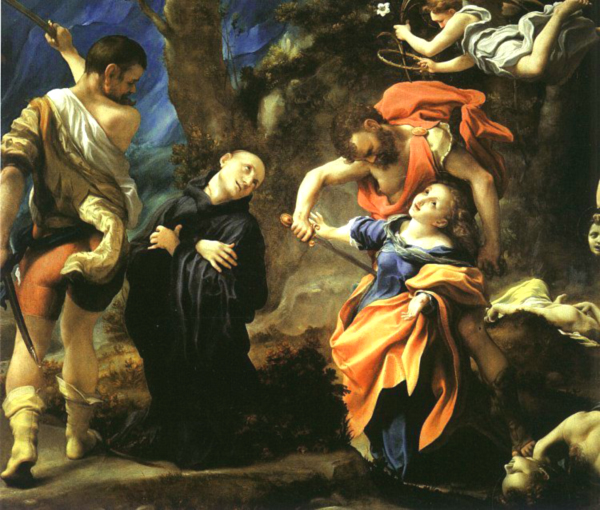
El cuadro.

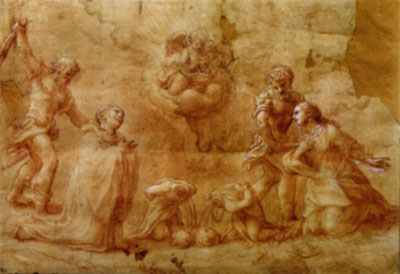
Diseño preparatorio, en el Louvre.

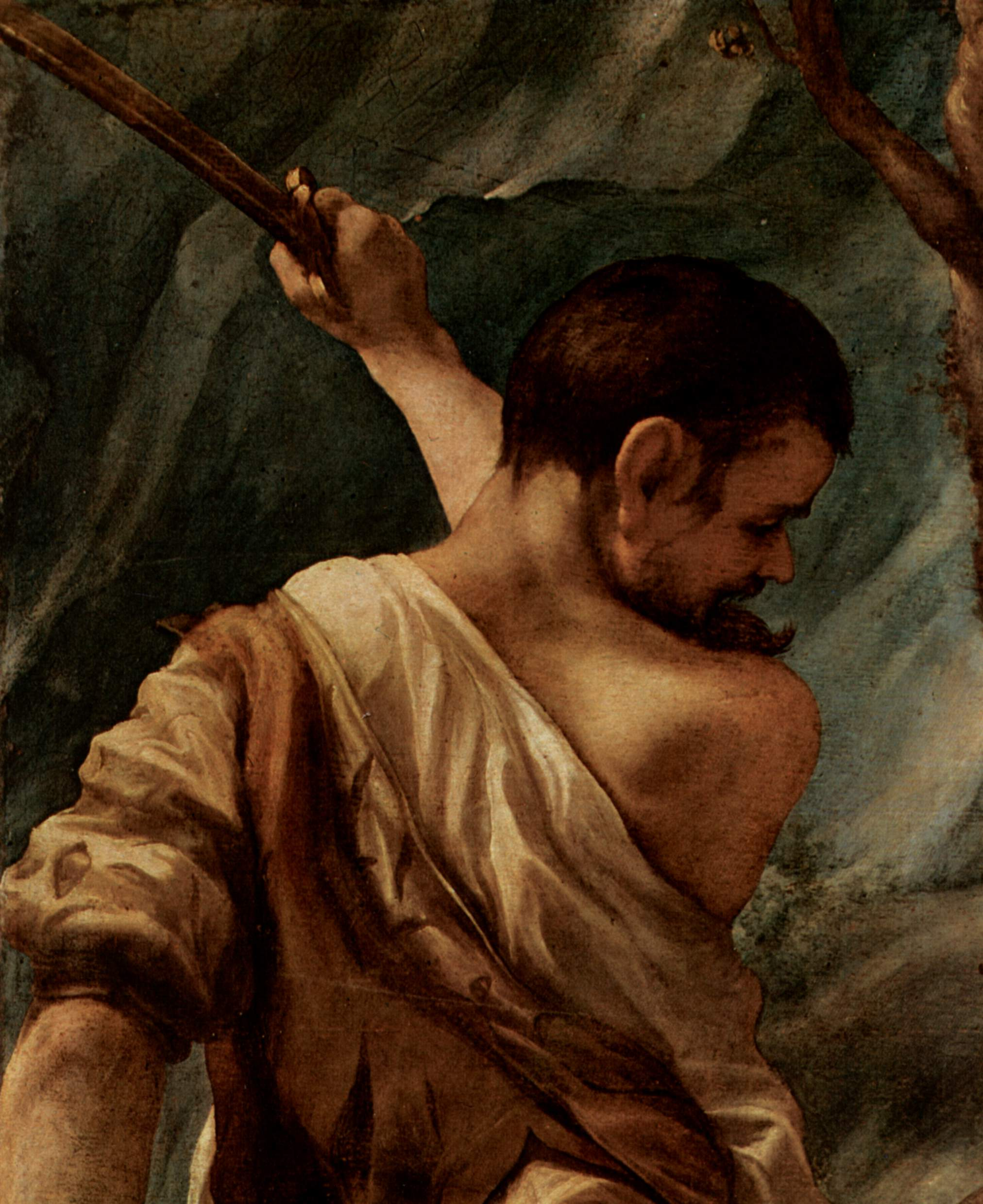
Detalle.

Martirio de cuatro santos (Martirio di quattro santi) es un óleo sobre tela de 160 x 185 cm, de Correggio, datable en ca. 1524, conservado en la Galería Nacional de Parma. Junto con un Llanto sobre Cristo muerto formaba parte de la decoración de las paredes laterales de la Cappella Del Bono en la iglesia de San Juan Evangelista (Parma) (el Lamento a la derecha y el Martirio a la izquierda).

## Historia
Las dos telas de la capilla son citadas en la primera edición de las Vite de Vasari (1550), aunque localizadas erróneamente en la catedral de Parma. El encargo, de gran importancia, fue probablemente obtenido gracias a la fama obtenida por Correggio con el imponente fresco de la cúpula de San Juan que acababa de completar.
El comitente fue el noble parmesano Placido Del Bono.

## Descripción y estilo
El tema de la obra, poco frecuente, determinado por el santo patrón del comitente, es el martirio de cuatro hermanos, hijos del patricio romano Tértulo, que tuvo lugar en el siglo VI: San Plácido y Santa Flavia, en primer plano, Eutiquio de Roma y Victorino de Roma, a su derecha, ya decapitados. Un ángel en vuelo sobre los mártires lleva la palma del martirio.
La rareza del tema permite a Correggio no sujetarse a ninguna tradición iconográfica, y tal libertad se traduce en una ocasión para impostar de manera innovadora la imagen.
En un dibujo preparatorio conservado en el Museo del Louvre, se ve que el artista había ideado primeramente una solución más simple, con una disposición rigurosamente simétrica de las cuatro figuras, mientras en el centro colocaba un putto sentado sobre una nube portando la corona del martirio. Posteriormente debió reconsiderarlo y prestar atención al particular punto de vista oblicuo que mantendrían los espectadores en la capilla para la que se realizaba el encargo. Tal reconsideración llevó al artista a construir la composición según una diagonal, colocando de espaldas la figura de uno de los verdugos, destinada así a abrir la escena por la izquierda, en un actitud que encontró gran interés por parte de Niccolò dell'Abate, uno de los protagonistas más seductores de la maniera emiliana, quien lo utilizó en una pala, hoy perdida pero encomiada por Vasari, que pintó para una iglesia de Módena.
También la gestualidad de las figuras de los mártires sufrió significativos cambios desde el diseño preparatorio hasta la obra terminada. Particularmente santa Flavia, que al principio se representaba con el brazo derecho llevado al pecho y vuelta de perfil, asume finalmente una posición más frontal, con los brazos abiertos y la mirada vuelta al cielo, en una dulce aceptación del propio martirio. Una gestualidad que Correggio retomará en años próximos con la figura del Cristo en la Oración del Huerto y que fascinó, casi un siglo más tarde, a Federico Barocci.